# Чиккино, Кри
Кри Чиккино (англ. Cree Cicchino; род. 9 мая 2002, Куинс, Нью-Йорк, США) — американская актриса, певица, танцовщица, фотомодель. Наиболее известна по роли Бэйб Карано в телесериале «Игроделы».

## Биография
Кри имеет эквадорские, ирландские, итальянские и немецкие корни. У неё есть сестра-двойняшка Джейс. Актриса с раннего детства принимала участие в различных конкурсах балета, чечётки и джаза. С детства Кри увлеклась писательством, сочиняла различные стихи и рассказы. У Кри в детстве была аллергия на молочные продукты, яйца и орехи, поэтому ей всегда приходилось сидеть за отдельным столиком в школе.
Кри с пяти лет выступала на сцене. В возрасте 12 лет начала изучать актёрское мастерство. Первую роль получила в американском телесериале «Игроделы», созданном Дэном Шнайдером. После успеха сериала «Игроделы» приняла участие в некоторых других телевизионных шоу, таких как «Опасный Генри», «Я, опять я и снова я» и других.
Кри принимает участие в борьбе против жестокости к животным, являясь членом Американского общества по предотвращению жестокости к животным (ASPCA). Увлекается танцами (джаз-фанк, хип-хоп).

## Фильмография
| Год          |    | Русское название                      | Оригинальное название                    | Роль         |
| ------------ | -- | ------------------------------------- | ---------------------------------------- | ------------ |
| 2015         | тф | —                                     | Nickelodeon's Ho Ho Holiday Special      | Фред         |
| 2015—2017    | мс | Королевские питомцы: Пушистые истории | Whisker Haven Tales with the Palace Pets | Сишелл       |
| 2015—2019    | с  | Игроделы                              | Game Shakers                             | Бейб Карано  |
| 2017         | с  | Опасный Генри                         | Henry Danger                             | Бейб Карано  |
| 2018         | мс | Приключения Опасного Малого           | The Adventures of Kid Danger             | Куинн        |
| 2018         | с  | Я, опять я и снова я                  | Me, Myself & I                           | Джулия       |
| 2021 — н. в. | с  | И просто так                          | And Just Like That...                    | Луиза Торрес |